# Japan Soccer League Cup 1980
La Japan Soccer League Cup 1980 è stata la quinta edizione del torneo calcistico organizzato dalla Japan Soccer League, massimo livello del campionato giapponese di calcio.

## Risultati

### Primo turno
Le gare del primo turno preliminare si sono disputate il 10 agosto 1980, ad eccezione dell'incontro Honda Motor-Tanabe Pharma, anticipato al 9 agosto.
| Squadra 1     | Risultato | Squadra 2         |
| ------------- | --------- | ----------------- |
| Yanmar Diesel | 2 - 0     | Fujitsu           |
| Honda Motor   | 3 - 0     | Tanabe Pharma     |
| Yomiuri       | 3 - 2     | Yamaha Motors     |
| Fujita Kogyo  | 2 - 3     | Furukawa Electric |

### Ottavi di finale
Le gare degli ottavi di finale si sono disputate il 16 agosto.
| Squadra 1     | Risultato | Squadra 2         |
| ------------- | --------- | ----------------- |
| Toshiba       | 1 - 0     | Honda Motor       |
| Nippon Steel  | 2 - 4     | Nippon Kokan      |
| Toyota Motors | 2 - 4     | Teijin            |
| Yanmar Diesel | 3 - 0     | Kofu Club         |
| Mitsubishi HI | 0 - 1     | Furukawa Electric |
| Daikyo Oil    | 0 - 2     | Nissan Motors     |
| Hitachi       | 5 - 1     | Sumitomo Metals   |
| Yomiuri       | 1 - 3     | Toyo Kogyo        |

### Quarti di finale
Le gare dei quarti di finale si sono disputate il 17 agosto. Delle otto squadre qualificate, Toshiba, Teijin e Nippon Kokan militano nel secondo raggruppamento della Japan Soccer League.
| Squadra 1         | Risultato            | Squadra 2     |
| ----------------- | -------------------- | ------------- |
| Toshiba           | 0 - 1                | Nippon Kokan  |
| Furukawa Electric | 1 - 1 4 - 5 (d.c.r.) | Nissan Motors |
| Teijin            | 2 - 1                | Yanmar Diesel |
| Hitachi           | 4 - 1                | Toyo Kogyo    |

### Semifinali
Le gare di semifinale si sono disputate a Osaka il 23 agosto: il primo incontro vede contrapposte due squadre impegnate nel secondo raggruppamento della Japan Soccer League.
| Squadra 1     | Risultato | Squadra 2 |
| ------------- | --------- | --------- |
| Nippon Kokan  | 2 - 1     | Teijin    |
| Nissan Motors | 0 - 2     | Hitachi   |

### Finale
L'incontro di finale del torneo si svolse a Osaka il 24 agosto 1980: per l'Hitachi è la seconda finale disputata, mentre il Nippon Kokan diviene la prima squadra a militare nel secondo raggruppamento della Japan Soccer League, a raggiungere la finale del torneo.
| Osaka 24 agosto 1980, ore 14:00 UTC+9                      | Nippon Kokan | 3 – 1 | Hitachi | Nagai Stadium |
| \| \| \| \| \| Fujimoto , Matsuura \| Marcatori \| Sudo \| |              |       |         |               |
|                                                            |              |       |         |               |
| Fujimoto , Matsuura                                        | Marcatori    | Sudo  |         |               |